# Idegen anyag
Az Idegen anyag az Omen zenekar hatodik nagylemeze, ötödik stúdióalbuma, amely 1997-ben jelent meg. Ez volt az utolsó Omen lemez, amelyen közreműködött Kalapács József énekes, Sárközi Lajos gitáros és Ács András basszusgitáros, továbbá ez volt az utolsó Omen kiadvány a zenekar 2000-es ideiglenes feloszlása előtt.
A lemez nagyban eltért az Omen korábbi munkáitól. A szövegeket ezúttal már nem Horváth Attila írta, hanem Müller Péter Sziámi. A dalok zeneileg is eltérnek a megszokottól. A lemez negatív fogadtatásra talált mind a szakma, mind a hallgatóság részéről.

## Az album dalai
1. Kábítószert a számítógépnek - (Sárközi L. - Ács A. - Nagyfi L. - Kalapács J.) - 3:49
2. Idegen anyag - (Sárközi L. - Nagyfi L. - Kalapács J.) - 4:27
3. Buda is pestis - (Sárközi L. - Nagyfi L. - Kalapács J.) - 4:07
4. A híd - (Sárközi L. - Ács A.) - 4:12
5. Kísérleti állat - (Sárközi L.) - 3:59
6. Amiben élsz - (Nagyfi L.) - 4:38
7. Szomorú milliomos - (Nagyfi L. - Ács A. - Kalapács J.) - 4:19
8. Minden nap másnap - (Sárközi L. - Kalapács J.) - 5:27
9. Atommagömlés - (Sárközi L. - Kalapács J.) - 5:46
10. Hegylakó - (Sárközi L. - Nagyfi L. - Kalapács J.) - 4:41
11. Elölről - (Nagyfi L. - Ács A. - Kalapács J.) - 3:40

A dalok szövegét Müller Péter Sziámi írta.

## Közreműködők
- Kalapács József - ének
- Nagyfi László - gitár
- Sárközi Lajos - gitár
- Ács András - basszusgitár
- Nagyfi Zoltán - dob